# Orgel der Bachstätte Weimar
Von der ehemaligen Orgel der Bachstätte in Weimar, einer mit 34 Registern verteilt auf drei Manuale (Hauptwerk, Schwellwerk, Rückpositiv) und Pedal relativ großen Orgel, die bis 1962 im Weimarer Schloss an der Ilm als Konzertorgel genutzt wurde, existiert heute nur noch ein kleiner Rest in der Laurentiuskirche in Karsdorf/Unstrut.
Johannes Ernst Köhler (1910–1990), Stadtorganist und Dozent an der Hochschule für Musik, hatte bereits 1946 die ersten Weimarer Bachtage initiiert und am 4. August 1950 wurden die fünften mit der Einweihung der Bach-Stätte in der Schlosskirche, die von 1714 bis 1717 Wirkungsstätte von Johann Sebastian Bach als Organist und Konzertmeister der Hofkapelle von Herzog Wilhelm Ernst (Sachsen-Weimar) war, eröffnet. Das war zudem einer der Höhepunkte der 700-Jahr-Feier der Stadt Weimar. Wie Oberbürgermeister Buchterkirchen es in einem Grußwort formulierte, sollten in dieser Gedenkstätte „… künftig besonders seine (Bachs) Orgelwerke auf einem stilgerechten Instrument erklingen …“. So kam es aber zunächst noch nicht. „Wegen plötzlich aufgetretener technischer Schwierigkeiten kann die Orgel nicht gespielt werden …“, heißt es in einem Einlegeblatt der Einladung zur Einweihung der Bach-Stätte. Das Programm der Festveranstaltung wurde kurzfristig geändert und die Orgelveranstaltungen in die Musikhochschule verlegt.

## Baugeschichte

### Bau der Konzertorgel 1950
Die Orgel, die von Orgelbaumeister Gerhard Kirchner (1907–1975) aus Weimar, der auch als Vertreter der Orgelbaufirma W. Sauer (Frankfurt (Oder)) tätig war, aus angepassten Teilen der Vorgängerorgel der Schlosskirche, der Orgel der Schillerschule Rudolstadt/Saale und Neuteilen der Firma Sauer zum Preis von insgesamt 22.900 Mark gebaut wurde, konnte dann mit dem ersten Konzert nach der Sommerpause am 22. September 1950 eingeweiht werden. Die Orgel spielte an diesem Abend Prof. Köhler. Er hatte bei der Planung des Instrumentes besonderen Wert darauf gelegt, dass „… die neue Bachorgel keine Kopie einer originalen Bachorgel, sondern ein Instrument unserer Zeit …“ werden sollte, „… das allerdings all die besten Bauprinzipien in sich vereinigt, die uns im heutigen Orgelbau aus seiner Blütezeit im Barock richtungsweisend sein müssen. Dazu gehört die Verwendung von Schleifladen mit mechanischer Traktur, die zwischen den Fingerdruck des Spielers und das Öffnen des Pfeifenventils keine fremde Maschinerie zwischenschaltet, dazu gehört die Intonation der Pfeifen mit voller Fußlochöffnung und in der Disposition der Aufbau einer lückenlosen Obertonpyramide.“ Die Orgel firmierte unter Opus 1686 der Firma Sauer.
Hatten die Bachsaalkonzerte 1950 vom 4. bis 8. August und vom 22. bis 30. September stattgefunden, so gab es im letzten Jahrgang 1962 vom 19. Mai bis 7. Juli und vom 8. bis 29. September jeden Sonnabend um 20 Uhr ein Konzert in der ehemaligen Schlosskirche. Diese Konzerte wurden anfangs vom Kulturamt der Stadt Weimar und zuletzt von der Franz-Liszt-Hochschule veranstaltet und waren Kult. Trotzdem oder vielleicht deshalb war der Ort für Konzerte politisch nicht mehr gewollt. Das letzte reine Orgelkonzert in der Bach-Stätte gab am 15. September 1962 KMD Bachpreisträger Walter Schönheit aus Saalfeld.
| I Rückpositiv C–g3      |    |   |
| Singend Gedackt         | 8′ | r |
| Prästant                | 4′ | n |
| Quintade                | 4′ | n |
| Blockflöte              | 2′ | n |
| Sesquialter II          |    | n |
| Italienisches Prinzipal | 1′ | n |
| Zimbel III              |    | n |
| Krummhorn               | 8′ | n |

| II Hauptwerk C–g3 |       |     |
| Bourdon           | 16′   | w   |
| Prinzipal         | 8′    | w   |
| Spitzgambe        | 8′    | n   |
| Oktave            | 4′    | w   |
| Nachthorn         | 4′    | r   |
| Quinte            | 2 ⁄3′ | r   |
| Superoctave       | 2′    | w   |
| Mixtur IV–V       |       | w+r |
| Trompete          | 8′    | n   |

| III Schwellwerk C–g3 |        |   |
| Holzprinzipal        | 8′     | r |
| Grobgedackt          | 8′     | r |
| Quintatön            | 8′     | r |
| Rohrflöte            | 4′     | r |
| Prinzipal            | 2′     | r |
| Terz                 | 1 3⁄5′ | r |
| Nasat                | 1 ⁄3′  | n |
| Scharff IV–V         |        | n |
| Rankett              | 16′    | n |
| Helltrompete         | 4′     | n |

| Pedal C–f1      |     |   |
| Untersatz       | 16′ | w |
| Oktavbass       | 8′  | w |
| Gedacktflöte    | 8′  | w |
| Choralbass      | 4′  | r |
| Rauschpfeife IV |     | n |
| Posaune         | 16′ | n |
| Singend Cornett | 2′  | n |

Herkunft der Register
- w – Vorgängerorgel der Schlosskirche Weimar
- r – Orgel der Schillerschule Rudolstadt
- n – Firma Sauer Neuanfertigung

### Umbau zur Übungsorgel 1962
In der Folge wurde die Schlosskirche zum Büchermagazin umgebaut. Die Orgel bauten Orgelbauer Hans-Georg Nußeck, der zu dieser Zeit für Gerhard Kirchner arbeitete, und der damalige Orgel-Student Gottfried Preller aus.
Teile des Instrumentes wurden zu einer Übungsorgel für die Studenten der Hochschule für Musik umgebaut. Den Um- und Einbau nahm Arnulf Schröhn ebenfalls als Mitarbeiter Kirchners vor.
Als das Instrument den Ansprüchen hier nicht mehr genügte, baute es die Orgelbauwerkstatt Norbert Sperschneider aus Weimar in den achtziger Jahren aus. Noch verwendbare Windladen, Pfeifen und Klaviaturen lagerte man ein.

### Umbau zur Schauorgel 2001

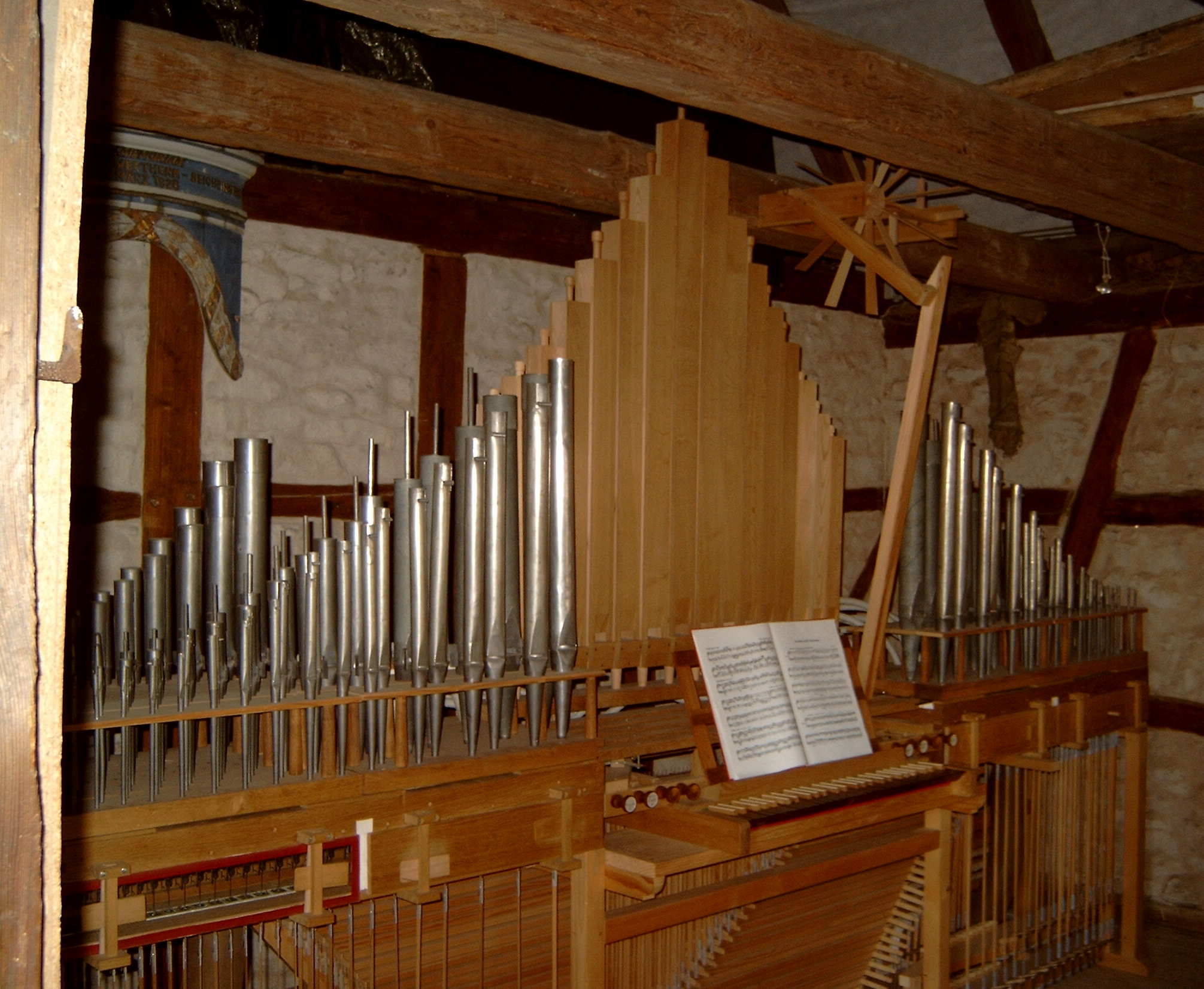
Thüringer Orgelmuseum Bechstedtstraß: Schauorgel (2001–2010)

Ende der neunziger Jahre suchte das Thüringer Orgelmuseum Bechstedtstraß eine Schauorgel – ein Instrument, bei dem man alles sehen kann, was sonst das Orgelgehäuse verdeckt und schützt. Nun wurden zwei Windladen restauriert, eine Klaviatur und die Pfeifen aufgearbeitet, Traktur, Gestell und Glockenaccord neugebaut und die Windanlage ergänzt. Schließlich wurde das Instrument in der restaurierten Pfarrscheune von Bechstedtstraß aufgebaut, intoniert und gestimmt.
Zur Einweihung der kleinen Orgel mit drei klingenden Registern spielte im August 2001 Wolf-Günter Leidel, Weimar.
Danach erklang sie regelmäßig zu Konzerten im Rahmen der Museumsveranstaltungen. Nach unüberwindbaren Problemen des Trägervereins kam es 2009 zur Schließung des Museums.

### Umbau zur Interimsorgel 2010

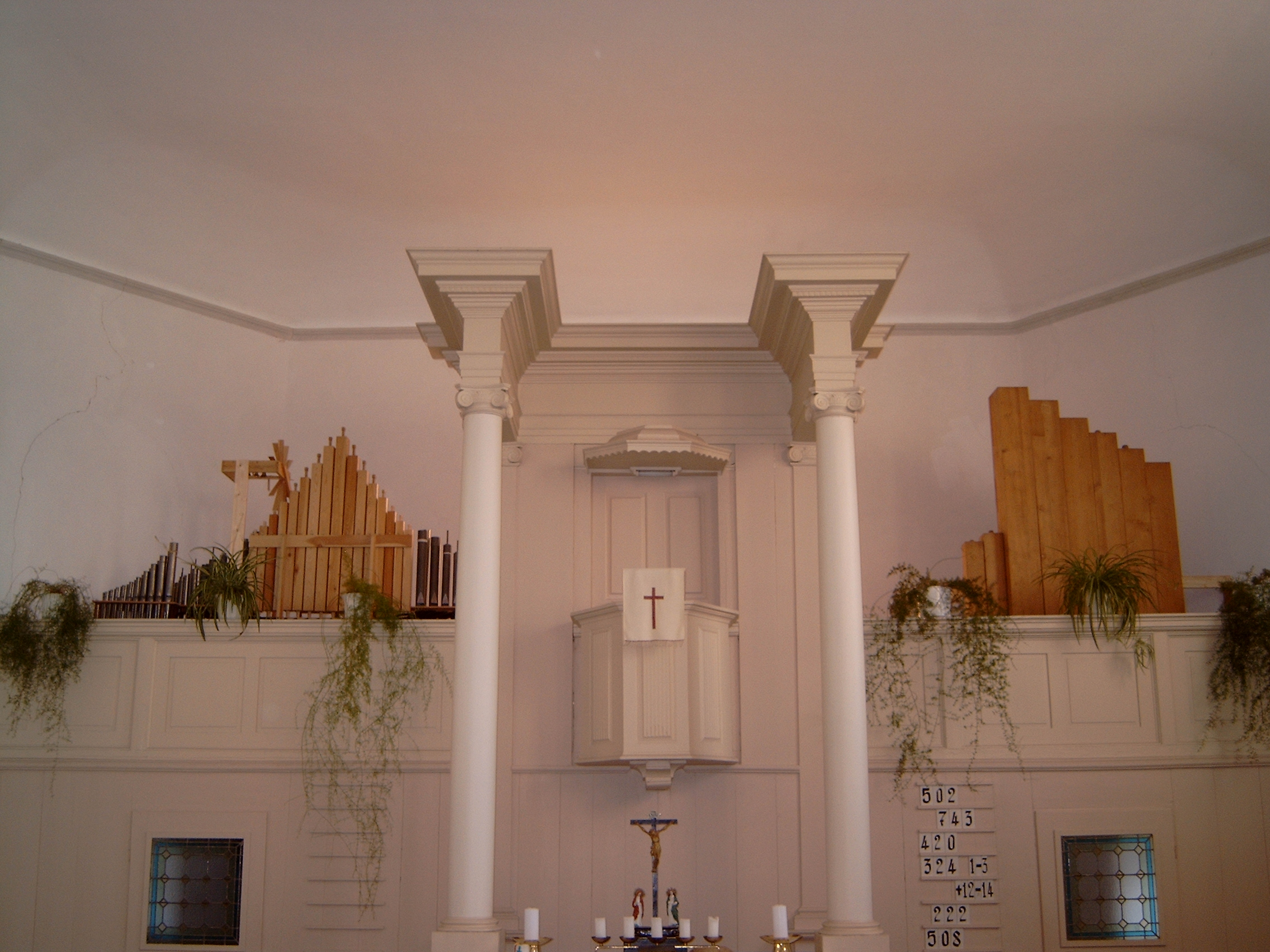
Kanzelaltar mit Orgel in der Kirche zu Karsdorf

Die Orgel sollte nicht dem Verfall preisgegeben werden und erhielt in Abstimmung mit dem Thüringer Landesamt für Denkmalpflege und Archäologie erneut einen anderen Standort.
Seit dem 24. Oktober 2010 erklingt sie in der Laurentiuskirche in Karsdorf zu den Gottesdiensten.
Sie wurde hier von Orgelbauer Rolf Walther, Burgheßler, als Interimsinstrument auf der Empore hinter Altar und Kanzel aufgestellt und um ein Pedalwerk erweitert. Die Orgel verfügt jetzt über fünf klingende Register. Deren eigentlicher Ursprung liegt zum einen, was die Manualregister betrifft, in der Orgel der Schillerschule in Rudolstadt und zum anderen, was das Pedal betrifft, in der Schlosskirche Beichlingen. Die dort befindlichen Orgelreste mussten in den neunziger Jahren einer Gebäuderestaurierung weichen, wurden damals eingelagert und 2010 für die neue Verwendung aufgearbeitet.
| Manual C–g3  |        |
| Gedact       | 8′     |
| Rohrfloete   | 4′     |
| Principal    | 2′     |
| Terz (c1−c3) | 1 3⁄5′ |

| Pedal C–d1 |     |
| Subbass    | 16′ |